# Hengshui
Hengshui (chiń. 衡水; pinyin Héngshuǐ) – miasto o statusie prefektury miejskiej we wschodnich Chinach, w prowincji Hebei. W 2010 roku liczba mieszkańców miasta wynosiła 491 221. Prefektura miejska w 1999 roku liczyła 4 150 338 mieszkańców. 

## Podział administracyjny
Prefektura miejska Hengshui podzielona jest na:
- dzielnicę: Taocheng,
- 2 miasta: Jizhou, Shenzhou,
- 8 powiatów: Zaoqiang, Wuyi, Wuqiang, Raoyang, Anping, Gucheng, Jing, Fucheng.